# Mázatl (nombre)
Mázatl es un nombre personal masculino de origen náhuatl, cuyo significado es "venado". Su forma reverencial es Mazatzin.

Por otra parte, Mázatl es el nombre del séptimo de los 20 signos de los días del Tonalpohualli, calendario ritual azteca conformado por 20 trecenas (260 días). La palabra mázatl es usada para conformar los nombres del grupo étnico mazateco y de las localidades Mazatán y Mazatlán, "donde abundan los venados" (del náhuatl mazatl, venado, y tlan, tierra de), las cuales se encuentran dentro de la República Mexicana.

## Véase también

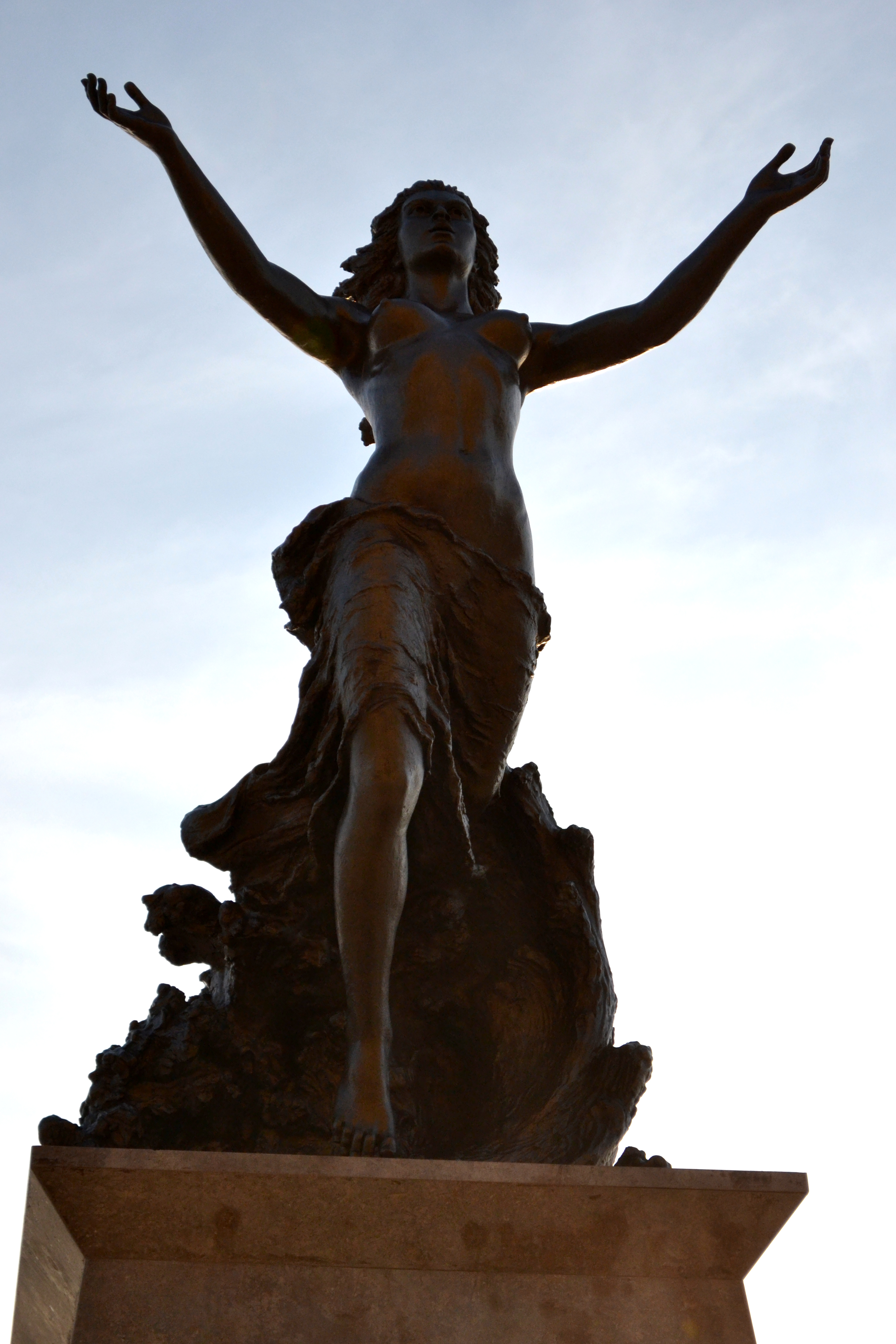
Monumento a la mujer mazatleca. Mazatlán, Sinaloa, México